# Chiesa di Santa Lucia (Magliano de' Marsi)
La chiesa di Santa Lucia è il principale luogo di culto cattolico di Magliano de' Marsi, in provincia dell'Aquila; fa parte della forania di Magliano de' Marsi  e della diocesi di Avezzano.

## Storia
La data della fondazione della chiesa è incerta, si suppone che sia sorta sui resti di un tempio romano e che la sua origine coincidesse con quella del paese. L'edificio originario di probabile epoca antica pare avesse avuto il titolo di San Martino. Tuttavia il più antico documento che menziona la chiesa è del 1536. La facciata in stile cistercense risale sicuramente al Quattrocento, periodo in cui la chiesa fu trasformata in abbazia-collegiata, mentre il rosone sarebbe stato collocato nel Quattrocento. Il campanile, opera dell'artista locale Tommaso Di Lorenzo, risale al 1880. Gli interventi di restauro ed ampliamento, operati soprattutto nei primi anni dell'Ottocento, hanno modificato il disegno originale dell'edificio originale. La chiesa fu dichiarata edificio monumentale degno di essere conservato nel 1902.
Distrutta a causa del terremoto di Avezzano del 1915 fu ricostruita solo nel 1937, con l'eliminazione delle aggiunte rinascimentali e barocche. In essa convivono diversi stili.

## Descrizione

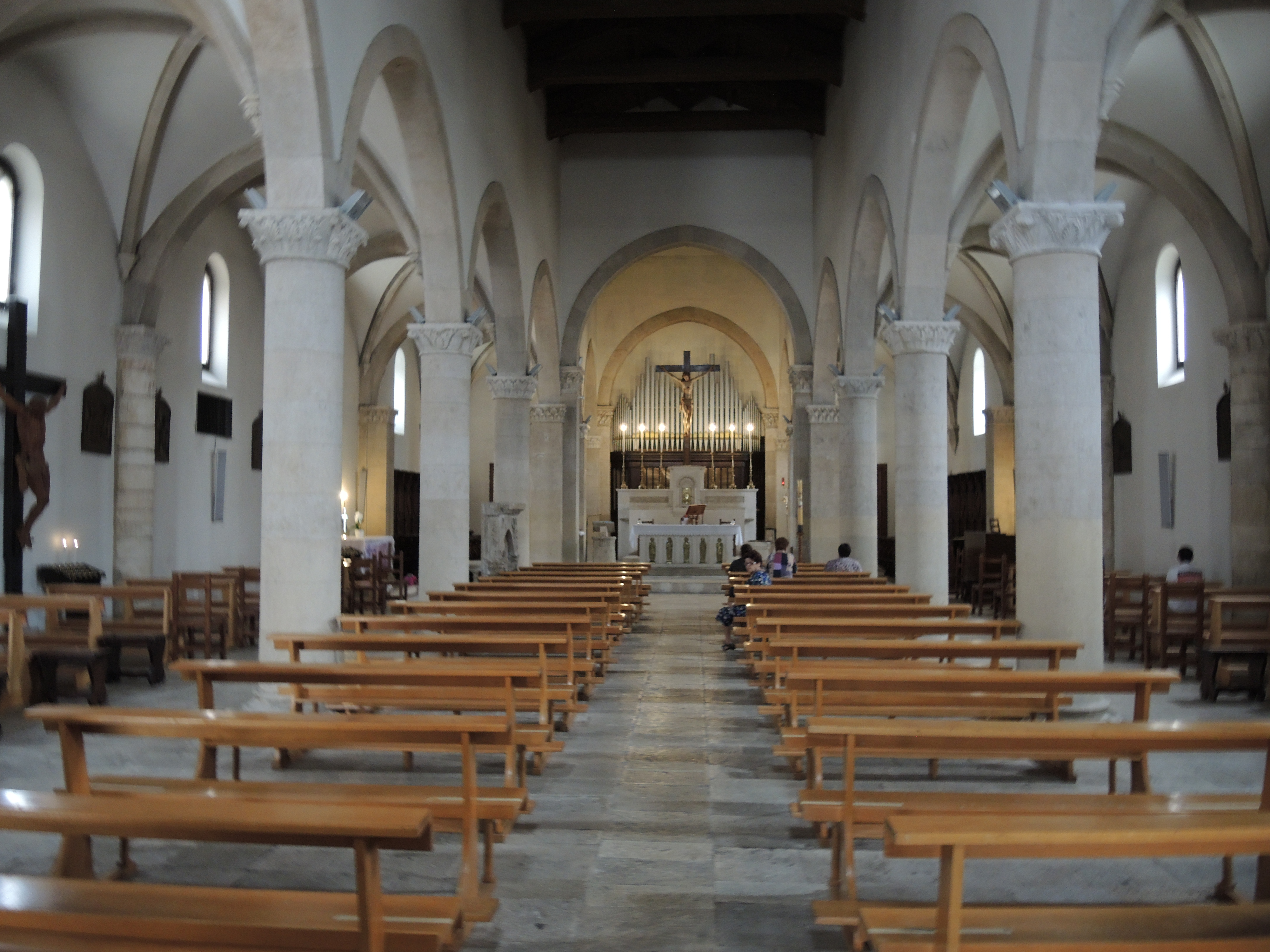
Interno

### Esterno
La facciata rettangolare, a coronamento orizzontale ha una parte inferiore trecentesca con tre portali ad arco ogivale. Il portale centrale ha una lunetta con un affresco della Madonna col Bambino circondata da due santi.
Nella parte superiore c'è il rosone quattrocentesco, sormontato da un finestrone rettangolare di epoca barocca, aggiunta nel corso di un restauro del Settecento. Ai suoi lati sono stati rimontati quattro pannelli scolpiti a bassorilievo pertinenti al recinto presbiteriale, inseriti nella nuova facciata: uno di essi conserva l'iscrizione latina  "Rotas opera tenet arepo sator".
Il campanile ha pianta quadrangolare, ma è stato quasi restaurato completamente dopo il terremoto. Al restauro si deve il tetto a cuspide semi-ellissoidale che culmina a cono, in ferro battuto e il piano in cui si aprono le arcate delle campane a tutto sesto. La sua particolarità è che questo piano è assai differente dal corpo massiccio che svetta da terra.

### Interno
La chiesa ha un impianto a croce latina con l'interno a tre navate, separate da pilastri. Le navate laterali, separate in campate da archi trasversali impostati sui pilastri della navata centrale e su semicolonne inserite nelle pareti perimetrali, erano coperte da volte a crociera. Al di sopra di alcuni dei pilastri si conservano i capitelli. L'altare marmoreo è moderno, così come l'organo a canne, decorato da una semplice croce lignea.